# Sénat (République dominicaine)
Pour les autres articles nationaux ou selon les autres juridictions, voir Sénat.

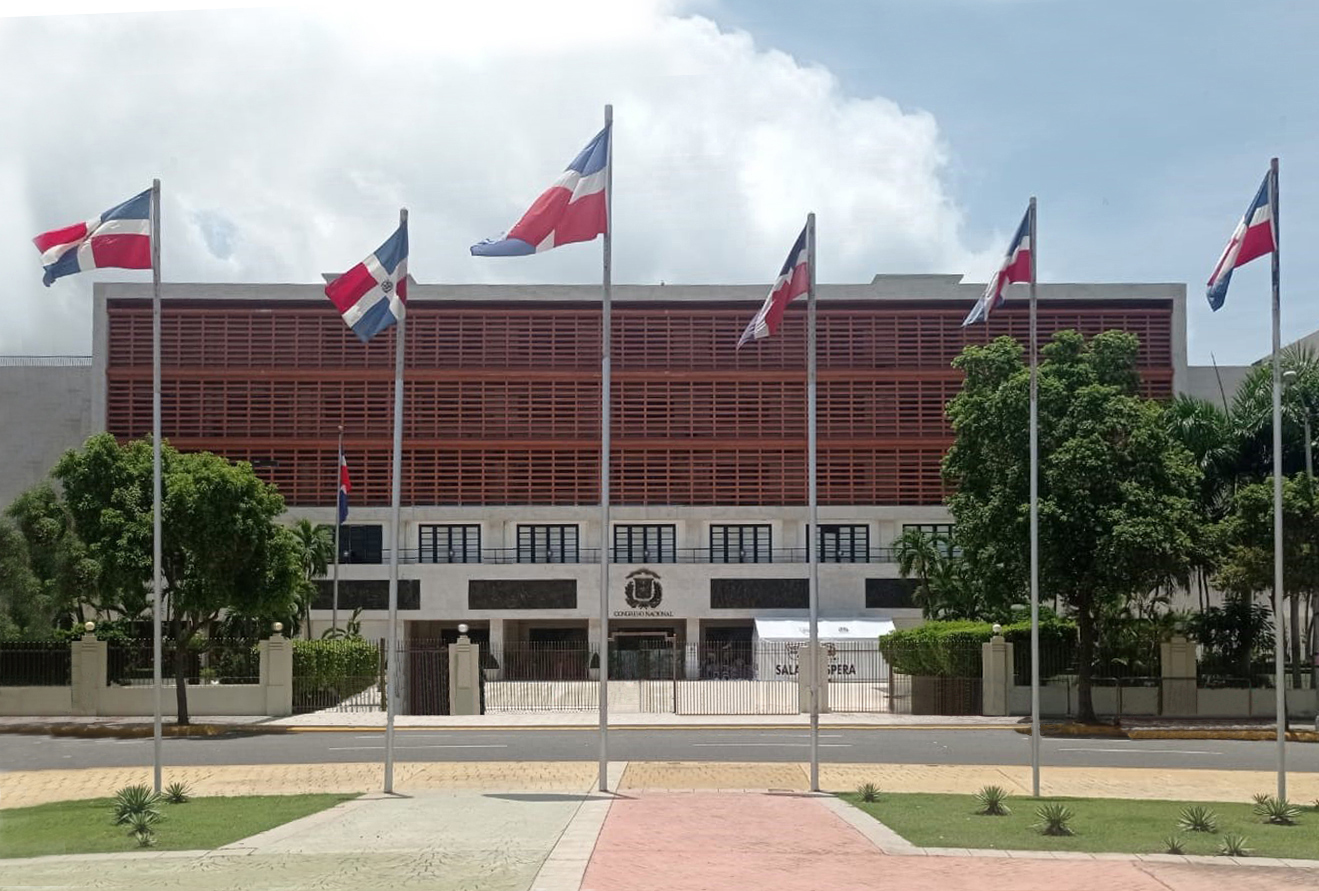
Palais du Congrès national
Le Sénat (en espagnol : Senado) est la chambre haute du Congrès national de la République dominicaine, la chambre basse étant la Chambre des députés. Il est composé de 32 sénateurs élus tous les quatre ans, chacun représentant l'une des 32 provinces.

## Historique
Les élections sénatoriales dominicaines ont été l'objet d'un véritable chassé-croisé depuis 1998, date à laquelle ont été organisées les premières élections générales distinctes de l'élection présidentielle, en vertu de la réforme constitutionnelle de 1994. Un événement imprévu donna un avantage au parti alors au pouvoir, le PRD : la mort de son leader, José Francisco Peña Gómez, six jours avant l'élection. Le PRD remporta sur son adversaire, le PLD 24 sièges sur 30 au sénat, 87 députés à la Chambre et 95 des 105 communes.
En 2002, le parti au pouvoir, le PRD, avec le soutien du président Hipólito Mejía, obtint 29 sénateurs, contre 2 au PRSC et un seul au PLD.
En 2006, la tendance s'inverse : le PLD, au pouvoir depuis l'élection de Leonel Fernández en 2004, remporte 22 provinces sur 32, contre l'Alliance rose, formée pour l'occasion par le PRD et le PRSC.
| Parti                                      | 1998 | 2002 | 2006 | 2010 | 2016 | 2020 |
| ------------------------------------------ | ---- | ---- | ---- | ---- | ---- | ---- |
| Parti révolutionnaire moderne (PRM)        | 0    | 0    | 0    | 0    | 2    | 17   |
| Fuerza del Pueblo (FP)                     | 0    | 0    | 0    | 0    | 0    | 9    |
| Parti de la libération dominicaine (PLD)   | 3    | 1    | 22   | 31   | 26   | 3    |
| Parti réformiste social chrétien (PRSC)    | 3    | 2    | 3    | 1    | 1    | 2    |
| Parti révolutionnaire dominicain (PRD)     | 24   | 29   | 7    | 0    | 1    | 0    |
| Parti réformiste libéral (PLR)             | 0    | 0    | 0    | 0    | 1    | 0    |
| Bloc institutionnel social-démocrate (BIS) | 0    | 0    | 0    | 0    | 1    | 0    |
| Autres partis politiques                   | 0    | 0    | 0    | 0    | 0    | 1    |
| Total                                      | 30   | 32   | 32   | 32   | 32   | 32   |

## Composition et élection
Le Sénat est composé de 32 sièges pourvus pour quatre ans au scrutin uninominal majoritaire à un tour dans autant de circonscription correspondant aux 31 provinces plus le district national de la capitale Saint-Domingue,.
Les élections sénatoriales ont lieu tous les quatre ans en même temps que les élections législatives, le 16 mai des années paires non divisibles par quatre (2006, 2002, 1998, etc.). Depuis la promulgation de la nouvelle constitution en janvier 2010, les élections sénatoriales devront désormais coïncider avec l'élection présidentielle. Le mandat des sénateurs de 2010 à 2016 est donc exceptionnellement de 6 années. Les dernières élections ont eu lieu le 5 juillet 2020.
L'organisation et les fonctions du Sénat sont définies par le Titre III - Chapitre I - Section II de la Constitution de la République dominicaine.
Pour être éligible au Sénat, il faut avoir au moins 25 ans, être citoyen dominicain, jouir de ses droits civiques et politiques, être né dans la circonscription ou y être résident depuis au moins cinq années sans interruption et être présenté par l'un des partis officiellement reconnus par la Junte centrale électorale. Un mandat de sénateur est incompatible avec la fonction publique.

## Présidence
- Président : Eduardo Estrella
- Vice-président : Santiago Zorrilla

## Sénateurs
Depuis les élections du 5 juillet 2020, le Sénat est composé comme suit, la législature commençant officiellement le 16 août 2020,:
| Sénateur                       | Parti    | Province               |
| ------------------------------ | -------- | ---------------------- |
| Faride Raful Soriano           | PRM      | Distrito Nacional      |
| Lía Ynocencia Díaz Santana     | PRM      | Azua                   |
| Melania Salvador Jiménez       | PRM      | Bahoruco               |
| José del Castillo Saviñón      | PLD      | Barahona               |
| David Rafael Sosa Cerda        | FP (es)  | Dajabón                |
| Franklin Martín Romero Morillo | PRM      | Duarte                 |
| Santiago José Zorrilla         | PRM      | El Seibo               |
| Aris Yvan Lorenzo              | PLD      | Elías Piña             |
| Carlos Manuel Gómez Ureña      | PRM      | Espaillat              |
| Cristóbal Venerado Castillo    | PRM      | Hato Mayor             |
| Bautista Antonio Rojas Gómez   | FP (es)  | Hermanas Mirabal       |
| Valentin Medrano Pérez         | PLD      | Independencia          |
| Virgilio Cedano Cedano         | FP (es)  | La Altagracia          |
| Iván José Silva Fernández      | PRM      | La Romana              |
| Ramón Rogelio Genao Durán      | PRSC     | La Vega                |
| Alexis Víctoria Yeb            | PRM      | María Trinidad Sánchez |
| Hector Acosta Restituyo        | PRM      | Monseñor Nouel         |
| Ramón Pimentel Gómez           | PRM      | Monte Cristi           |
| Lenin Valdez López             | PRM      | Monte Plata            |
| Dionis Alfonso Sánchez         | FP (es)  | Pedernales             |
| Milcíades Franjul Pimentel     | PRM      | Peravia                |
| Ginnette Altagracia Bournigal  | PRM      | Puerto Plata           |
| Pedro Catrain Bonilla          | PRM      | Samaná                 |
| Franklin Alberto Rodríguez     | FP (es)  | San Cristóbal          |
| José Antonio Castillo Casado   | FP (es)  | San José de Ocoa       |
| Félix Ramón Bautista Rosario   | FP (es)  | San Juan               |
| Franklin Isaías Peña           | PLD      | San Pedro de Macorís   |
| Ricardo De Los Santos          | PRM      | Sánchez Ramírez        |
| Eduardo Estrella Virella       | DXC (es) | Santiago               |
| Casimiro Antonio Marte Familia | FP (es)  | Santiago Rodríguez     |
| Antonio Tavéras Guzmán         | PRM      | Santo Domingo          |
| Martín Nolasco Vargas          | PRM      | Valverde               |